# وربا (توتین)
وربا (به صربی: Vrba) یک منطقهٔ مسکونی در صربستان است که در توتین، صربستان واقع شده‌است. وربا ۱۹۶ نفر جمعیت دارد.